# Mängdalgebra

En mängd med polygoner (Eulerdiagram).

Mängdalgebra definierar egenskaper och lagar hos mängder, samt hos de mängdteoretiska operationerna union, snitt och komplement. Det tillhandahåller också systematiska förfaranden för utvärdering av uttryck och beräkningar som involverar dessa operationer och relationer.

## De grundläggande lagarna
De binära operationerna union ({\displaystyle \cup }) och snitt ({\displaystyle \cap }) satisfierar många identiteter. Flera av dessa identiteter eller "lagar" har väletablerade namn.
Kommutativitet:
- {\displaystyle A\cup B=B\cup A}
- {\displaystyle A\cap B=B\cap A}

Associativitet:
- {\displaystyle (A\cup B)\cup C=A\cup (B\cup C)}
- {\displaystyle (A\cap B)\cap C=A\cap (B\cap C)}

Distributivitet :
- {\displaystyle A\cup (B\cap C)=(A\cup B)\cap (A\cup C)}
- {\displaystyle A\cap (B\cup C)=(A\cap B)\cup (A\cap C)}